# Juan María Calles Moreno
Juan María Calles Moreno (Cáceres, 12 de junio de 1963) es un poeta y ensayista español, doctor en Filología Hispánica por la Universidad de Valencia, catedrático de lengua y literatura española. Vivió su infancia en el pueblo de su padre, Logrosán, en la provincia de Cáceres, hasta los 13 años.

## Biografía
Juan María Calles Moreno nació en Cáceres en 1963, hijo de Alonso Calles Abril y de Isabel Moreno Suárez. Cursó estudios de primaria en las escuelas públicas de los pueblos  donde ejercieron sus padres como maestros (Berzocana y Logrosán, en la provincia de Cáceres). En 1976 comienza sus estudios de bachillerato en el Instituto Francisco Ribalta de Castellón. Posteriormente se licencia en Filología española (Especialidad de Literatura española) por la Universidad de Valencia en 1985, y se doctora con una tesis sobre teoría e historia de la literatura, La modalización en el discurso poético 1997, bajo la dirección de Arcadio López-Casanova. Recibió el Premio Adonais de poesía en 1986 por Silencio Celeste. Ha colaborado en revistas literarias como Gálibo, Encuentros, Acontecimiento, La Factoría Valenciana, Río Arga, República de las Letras, Lazarillo, Seduccions, Identitats… 
Ha trabajado como profesor asociado en la Universidad de Valencia, y ha ejercido labores de coordinación cultural en la Biblioteca Valenciana. Fue subdelegado del gobierno en Castellón (2004-2007) y portavoz por el PSPV (2007-2011) y concejal en el ayuntamiento de Castellón (2011-2015).

## Obra literaria

### Poemarios
- 1987 -  El peregrino junto al mar (1980-1984), Mérida, Editoria Regional de Extremadura.
- 1987 - Silencio Celeste, Madrid, Adonáis.
- 1992 - Extraño Narciso, Mérida, Editorial Regional de Extremadura.
- 1997 - Kairós, (selección poética 1987-1997), prólogo de Arcadio López-Casanova, Ayuntamiento de Castellón.
- 2002 -   El ruedo invisible (Variaciones sobre un tema español), Club Taurino de Castellón, Castellón, 2001. Ilustraciones de José Vicente Navarro
- 2002 - Viaje de Familia. Prólogo de José Luis Villacañas, Valencia, Mainel,.
- 2005 -  La tripulación del Estrella. Prólogo de Francisco Villegas. Ellago Ediciones.
- 2009 - Materia sensible. Prólogo de Ángel L. Prieto de Paula. Mérida, Editora Regional de Extremadura.
- 2012 - La música del aire. La isla de Siltolá, Sevilla.
- 2014 - Una figura de barro. Ediciones Devenir, Madrid.
- 2014 -  Poética del viajero.  Editorial Autores Premiados, Sevilla.
- 2016 - Caminar tras el otoño (selección de poemas). Cáceres, Norbanova.
- 2021 - Discurso del Nómada. Premio Flor de Jara de Poesía 2021, Cáceres.

### Antologías colectivas
- 1989 - Antología general de Adonáis (1969-1989). Madrid, Ediciones Rialp.
- 1993 - 20 años de poesía en Castellón. Ayuntamiento de Castellón.
- 1995 - Diez años de poesía en Extremadura, Ayuntamiento de Cáceres.
- 1996 - La centena, Mérida, Editoria Regional de Extremadura.
- 2000 - Poetas de La Plana, Ayuntamiento de Castellón.
- 2001 - Quinta del 63,  Ediciones Celya, Salamanca.
- 2003 - El siglo de oro de la poesía taurina. Antología de la poesía española del siglo XX. (2.ª edición en 2009)

### Narrativa (cuento)
- 1985 - La cita.
- 2012 - La luz del corsario en la mirada.
- 2019 - La música callada de la memoria.

### Ensayos
- 2002 - Un mar de músicas para un nuevo milenio, Castellón de la Plana.
- 2003 - La modalización en el discurso poético. Biblioteca Cervantes. Universidad de Alicante.
- 2003 - Esteticismo y compromiso: la poesía de Max Aub en el laberinto español de la edad de plata, (1923-1939). Biblioteca Valenciana, Valencia, Generalitat Valenciana.
- 2003 - Max Aub en el laberinto del siglo XX (editor), Biblioteca Valenciana, Valencia, Generalitat Valenciana.
- 2007 - Tomás Meabe, La palabra en la piedra. Prólogo de José Luis Rodríguez Zapatero.
- 2010 - La escritura en libertad. Ellago Ediciones.

### Otras publicaciones
- 1998 - “El pacto lírico”, en Moenia, (1998), pp. 113-124.
- 1998 - “Antonio Machado desde la modernidad literaria: el “autor literario” en los poemas machadianos”, en Lazarillo, pp. 21-30.
- 2000 - ”Estrategias comunicativas en el discurso poético”, en Lengua, Discurso, Texto, Madrid, Visor Libros, pp. 1333-1347, vol. I.
- 2001 - Edición de “Los poemas cotidianos” y “Poemas sueltos” en Max Aub, Obra Poética Completa, A. López-Casanova (ed.), 2001, Valencia, Biblioteca Valenciana.
- 2003 - “Un  cierto Max Aub”, en Espéculo. Revista de estudios literarios. Universidad Complutense de Madrid, n.º 23.
- 2003 - “Max Aub desde el siglo XXI: la conmemoración de un centenario”, en Tonos, n.º 5, abril de 2003, Universidad de Murcia, Revista electrónica de estudios filológicos. www.tonosdigital.com
- 2003 - “Max Aub, conciencia del exilio español”, en Revista de la Biblioteca Valenciana, Biblioteca Valenciana, junio de 2003, n.º 2, págs. 1-2.
- 2003 - “Max Aub y la modernidad poética”, en Contrastes, Valencia, 2003, pp. 53-57.
- 2003 - “Poesía y silencio: la huella del romanticismo en la poesía moderna”, en Teleskop, Revista de pensamiento y cultura, n.º 2.
- 2004 - “La Voluntad de Azorín y la renovación de la novela española del siglo XX”, en  Espéculo, Universidad Complutense de Madrid, n.º 26, marzo.
- 2004 - “Cernuda y El Greco: hacia otro ocaso radiante”, en VV. AA. Nostalgia de una patria imposible. (Actas del Congreso Internacional Luis Cernuda, Universidad de León, celebrado en León en mayo de 2002). Madrid, Akal,.
- 2005 - “La musa de la vanguardia aubiana: Lectura de A”, en Espéculo n.º 29, Universidad Complutense de Madrid, n. 29.
- 2006 - “Sobre algunos mitos fascistas: un texto olvidado de Max Aub”, en El correo de Euclides, pp. 469-485.
- 2008 - “Trapecio. El taller poético del joven Max Aub”, en Libros en el infierno. 1939. La biblioteca de la Universidad de Valencia, Valencia, 2008, pp. 113-142.
- 2014 - “Concha Méndez. La seducción de una escritura en la modernidad literaria”,  en Dossiers Feministes, Universitat Jaume I, n. 18, pp. 151.169.

### Premios
- 1985 - Premio de cuentos “Villa de Mazarrón” (por “La cita”)
- 1986 - Premio Adonáis (por el poemario Silencio Celeste)
- 1996- Premio de Poesía “Bernat Artola”.
- 2012 - Premio de poesía Fundación Ecoem (por La música del aire)
- 2014 - Premio Internacional de Poesía Miguel Hernández (por Una figura de barro)
- 2014 - Premio Hispanoamericano de poesía Juan Ramón Jiménez (por Poética del viajero )
- 2016 - Premio Qubo a la creación literaria (Castellón de la Plana).
- 2021 - Premio "Flor de Jara" de poesía.